# Hansel et Gretel : Witch Hunters
Pour les articles homonymes, voir Hansel et Gretel (homonymie).
Pour plus de détails, voir Fiche technique et Distribution.
Hansel et Gretel : Witch Hunters ou Hansel et Gretel : Chasseurs de sorcières au Québec (Hansel and Gretel: Witch Hunters) est un film américano-allemand en 3D, écrit et réalisé par Tommy Wirkola, sorti en 2013.
Il s'agit d'une continuation cinématographique du conte traditionnel du XVIIe siècle Hänsel et Gretel.
Les rôles-titres sont incarnés par Jeremy Renner et Gemma Arterton, qui forment un duo de chasseurs de sorcières. Famke Janssen interprète le rôle de cheffe d'une assemblée de sorcières qu'ils cherchent à détruire.
En dépit des critiques négatives, Hansel et Gretel : Witch Hunters a rencontré un énorme succès commercial au box-office avec 225,7 millions de dollars de recettes mondiales.

## Synopsis

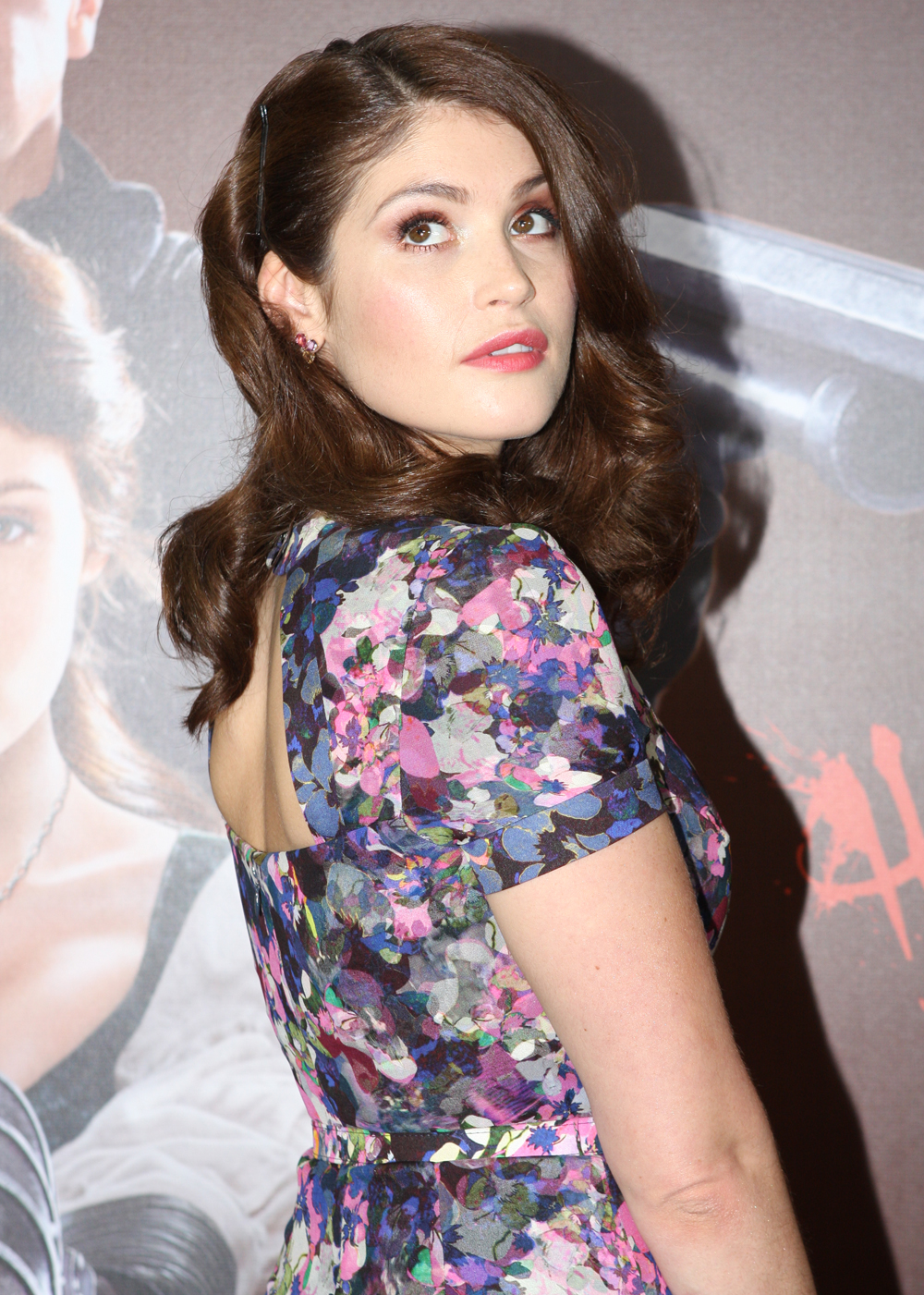
Gemma Arterton lors de la première d'Hansel et Gretel : Chasseurs de sorcières 3D à Sydney en Australie

Une nuit, un homme (Thomas Scharff (de)) entre dans la chaumière d'une femme, elle lui demande d'aller cacher dans la forêt ses enfants : Hansel (Cedric Eich (de)) et Gretel (Alea Sophia Boudodimos (de)). L'homme les laisse dans un coin isolé au fond de la forêt, leur dit de l'attendre sans bouger et qu'il va bientôt revenir. Au bout d'un long moment, l'homme n'étant pas revenu, les enfant marchent dans la forêt et atteignent une étrange chaumière faite en sucreries. Il en mangent quelques morceaux, la porte s'ouvre, ils entrent, la porte se referme. La maison semble vide, les lumières s'allument progressivement, la sorcière qui y habite (Monique Ganderton (en)) apparait, les capture et les enferme dans une cage. Elle les contraint a l'aider alimenter le feu dans son four. Gretel parvient à retirer un clou du plancher avec lequel elle déverrouille le cadenas de ses chaines. S'en apercevant, la sorcière lui jette un sort, mais curieusement, celui-ci est sans effet. Gretel la poignarde, délivre son frère et tous deux poussent la sorcière dans le four, où elle meurt brûlée vive.
Quinze ans après, Hansel (Jeremy Renner) et Gretel (Gemma Arterton) se sont lancés dans la chasse aux sorcières et utilisent d'un arsenal d'armes modernes : arbalète à répétition et arme à feu. Ils sont de passage dans une ville dans laquelle plusieurs enfants ont récemment disparus, supposés enlevés par des sorcières. Le shérif Berringer (Peter Stormare) a décidé de condamner Mina (Pihla Viitala) au bûcher pour sorcellerie, malgré la tentative d'intervention du maire pour la sauver. La foule encourage la décision du shérif. Hansel et Gretel interviennent et démentent l'accusation, car Mina ne présente pas les stigmates liés à la pratique de la sorcellerie. Ils ont été engagés par le maire, le shérif insiste pour imposer sa décision, dénigre Hansel et Gretel et insulte cette dernière qui le frappe. Ils se sont fait un ennemi. Le maire leur indique de commencer leurs investigations dans une chaumière isolée dans la forêt, qui serait habitée par une sorcière. Sur place, ils combattent la sorcière et finissent par la tuer. Ils découvrent chez elle un document indiquant que la lune de sang approche, un événement majeur pour les sorcières qui expliquerait les enlèvements des enfants.
Berringer engage des pisteurs et les oblige à aller débusquer les sorcières dès cette nuit dans la forêt. Alors qu'il campent, ils constatent que leurs chiens ont disparus. Dans l'obscurité, il aperçoivent une femme mystérieuse (Famke Janssen). Elle change d'apparence, révélant qu'elle est une sorcière et le tue tous, sauf un a qui elle jette un sort, il se met a déterrer et manger les vers. Hansel et Gretel sont dans la taverne de la ville, Ben (Thomas Mann) se présente à eux, c'est un fervent admirateur, il a constitué un album rassemblant les coupures de journaux racontant leurs exploits. Le pisteur laissé en vie entre dans la taverne, dit quelques phrases et explose. Dans son repère dans la forêt, Muriel est en compagnie de ses acolytes : une sorcière cornue (Ingrid Bolsø Berdal) et une sorcière rousse (Joanna Kulig). Elle fait boire une potion à la sorcière cornue, puis place la main de celle-ci au dessus du feu, elle n'en souffre pas, elles s'en réjouissent. Puis la sorcière cornue ressent la douleur de la brûlure et retire vivement sa main du feu, elles admettent leur échec, l'effet immunisant se dissipe trop rapidement.
Le lendemain, Hansel croise Mina au marché, ils sympathisent, elle le remercie de l'avoir sauvée et lui fait comprendre qu'il lui plait. Dans la forêt, Hansel et Gretel tendent un piège à la sorcière cornue qu'ils capturent et l'incarcèrent en ville pour l'interroger sur le motif des enlèvements d'enfants. Ils comprennent que les sorcières ont besoin de douze enfants, chacun né à un mois différent de l'année. Il leur manque le douzième enfant. Avec l'état civil, Hansel détermine qu'il n'y a qu'une fillette dans  la ville qui est née ce mois là et que c'est elle que les sorcière vont enlever. Muriel et la sorcière rousse attaquent la ville, la première attaquant Gretel et la seconde capturant la fillette. Cette dernière est emmenée par un troll (Derek Mears). Muriel assomme Gretel, libère la sorcière cornue et prévoit d'enlever Gretel, mais Ben secourt la jeune femme. Hansel poursuit la sorcière rousse, mais tombe de son balai sur un arbre dans la forêt qui amortit sa chute.
Hansel est secouru par Mina qui le soigne près d'une rivière réputée miraculeuse. Elle se déshabille, l'invite à la suivre dans l'eau, l'embrasse et ils font l'amour. Gretel, partie retrouver son frère, est capturée par Berringer et ses hommes, qui comptent la violer et l'arrêter pour être responsable de l'incendie de la ville. Le troll, amoureux, lui vient en aide en éliminant le shérif et ses acolytes. Edward soigne Gretel en lui disant qu'il aide les sorcières. Hansel et Gretel se retrouvent dans une chaumière abandonnée qui se révèle être leur ancienne maison. Muriel apparait et explique pourquoi les parents des deux héros les ont abandonnés : leur mère Adrianna était une sorcière blanche ; quinze ans auparavant, une autre lune rouge approchait, or la lune rouge permet de préparer une potion immunisant contre le feu, qui est un des rares moyens de tuer les sorcières. La préparation de la potion nécessite le sacrifice de douze enfants et le cœur d'une sorcière blanche ; ce devait être celui de Gretel car Adrianna était trop forte pour Muriel. Cette dernière avait alors propagé la rumeur qu'Adriana était une sorcière ; les villageois étaient accourus pour la brûler et pendre le père qui avait juste eu le temps de cacher ses enfants dans la forêt. Muriel les informe ensuite que, pour la lune rouge, un sabbat est organisé dans les montagnes ; elle enlève alors Gretel pour qu'elle soit sacrifiée et blesse Hansel.
Hansel est soigné par Mina, qui se révèle être une sorcière blanche. Avec elle et Ben, Hansel prévoit d'aller délivrer sa sœur. Mina bénit leurs armes, afin de les rendre plus efficaces contre les sorcières. À la nuit tombée, Hansel arrive à l'assemblée et ouvre le feu : il tue la sorcière rousse avec son fusil à pompe pendant que Mina fauche les sorcières avec une mitrailleuse. Muriel tente de tuer Gretel qui est détachée par Edward ; la sorcière cornue essaie de tuer les enfants, mais Hansel l'abat. Les sorcières restantes s'enfuient sur leur balai ; Hansel se bat contre des sorcières siamoises. Le jour finit par se lever, rendant le rituel caduc ; Muriel s'envole tandis que Gretel tue plusieurs sorcières de son arbalète et d'une chaîne servant de lasso. Les sorcières qui s'étaient enfuies sont déchiquetées en passant à travers des fils invisibles entre deux arbres, un piège tendu par Hansel et Ben. Ben tire sur Muriel qui s'écrase, mais s'enfuit. Hansel, Mina et Ben la traquent et tombent sur la maison en sucreries. Muriel les attaque et porte un coup mortel à Mina. Gretel les rejoint après avoir soigné Edward. À l'intérieur de la maison, le frère et la sœur parviennent à terrasser Muriel.
Hansel et Gretel sont rétribués par les habitants d'Augsbourg pour avoir sauvé les enfants. Ils continuent la chasse aux sorcières, Ben et Edward se sont joints à eux, la suivante est une sorcière dans un désert.

## Fiche technique
- Titre original : Hansel & Gretel: Witch Hunters
- Titre français : Hansel et Gretel : Witch Hunters
- Titre québécois : Hansel et Gretel : Chasseur de sorcières
- Réalisation : Tommy Wirkola
- Scénario : Tommy Wirkola, d'après le conte des frères Grimm
- Musique : Atli Örvarsson
- Direction artistique : Stephan O. Gessler, Anja Müller et Andreas Olshausen
- Décors : Stephen Scott
- Costumes : Marlene Stewart
- Photographie : Michael Bonvillain
- Son : Scott Millan, Greg P. Russell, Drew Webster
- Montage : Jim Page
- Production : Will Ferrell, Beau Flynn, Adam McKay et Kevin J. Messick

Production exécutive (Allemagne) : Jasmin Torbati
Production déléguée : Chris Henchy, Denis L. Stewart, Tripp Vinson
Production associée : Tracy McCreary
Coproduction : Christoph Fisser, Henning Molfenter, Robyn Wholey et Carl L. Woebcken
- Sociétés de production[2] :
  - États-Unis : MTV Films et Gary Sanchez Productions, avec la participation de Paramount Pictures et Metro-Goldwyn-Mayer
  - Allemagne : Studio Babelsberg, avec le soutien des Fonds du cinéma allemand
- Sociétés de distribution : Paramount Pictures
- Budget : 50 millions de $[3]
- Pays d'origine :  États-Unis,  Allemagne
- Langue originale : anglais
- Format[4] : couleur (DeLuxe) - 35 mm / D-Cinema - 2,35:1 (Cinémascope) - son Datasat | Dolby Digital | SDDS | Dolby Atmos
- Genres : fantastique, épouvante-horreur, action
- Durée : 88 minutes ; 98 minutes (version longue non censurée)
- Dates de sortie[5] :
  - États-Unis, Québec[6] : 25 janvier 2013
  - France : 1er février 2013 (Festival international du film fantastique de Gérardmer) ; 6 mars 2013 (sortie nationale)
  - Belgique : 6 février 2013
  - Allemagne : 28 février 2013
  - Suisse romande[7] : 6 mars 2013
- Classification[8] :
  - États-Unis : Interdit aux moins de 17 ans (certificat #47091) (R – Restricted) [N 3] ;
  - Allemagne : interdit aux moins de 16 ans (FSK 16) ;
  - France : interdit aux moins de 12 ans (visa d'exploitation no 135705)[9],[10] ;
  - Québec|i : 13 ans et plus (13+ / 13 years and over) ;
  - Suisse : interdit aux moins de 16 ans[11].

## Distribution

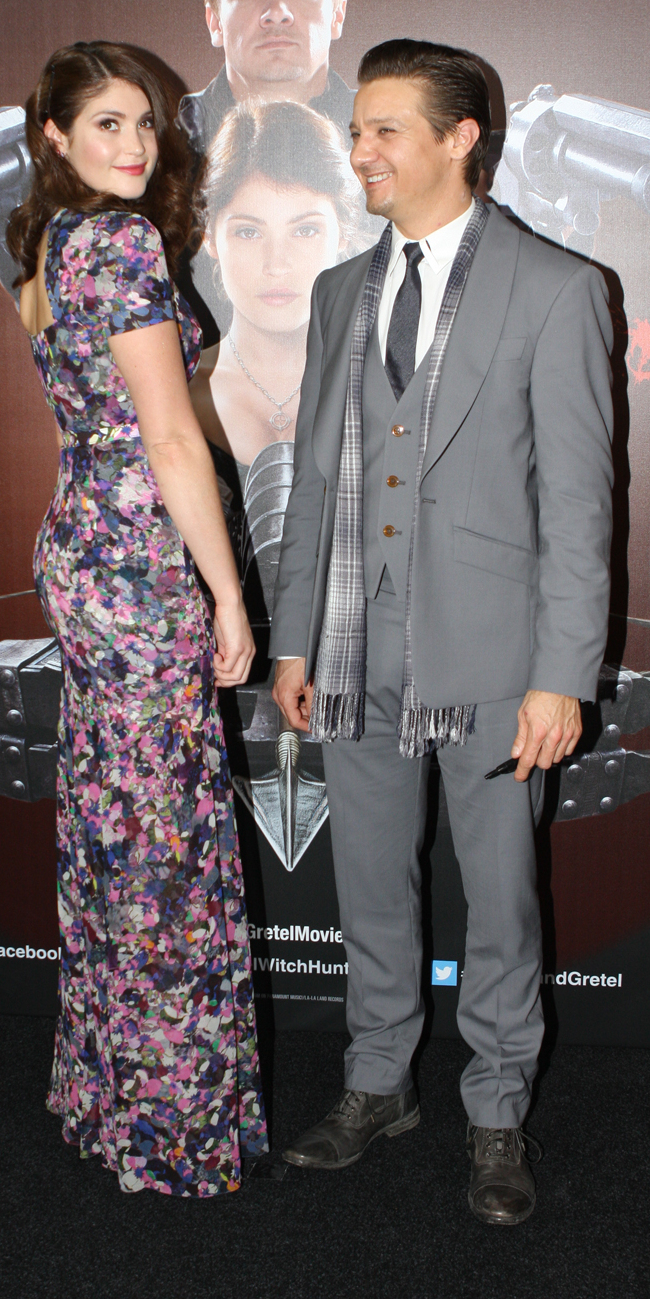
Les acteurs Jeremy Renner et Gemma Arterton, lors de la première australienne du film, en janvier 2013.

- Jeremy Renner (VF : Jérôme Pauwels ; VQ : Jean-François Beaupré) : Hansel
  - Cedric Eich (de) (VQ : Gabrielle Shulman) : Hansel jeune
- Gemma Arterton (VF : Barbara Beretta ; VQ : Catherine Proulx-Lemay) : Gretel, sœur d'Hansel, sorcière blanche
  - Alea Sophia Boudodimos (de) : Gretel jeune
- Famke Janssen (VF : Juliette Degenne ; VQ : Anne Dorval) : Muriel, sorcière
- Pihla Viitala (VF : Karine Foviau ; VQ : Magalie Lépine-Blondeau) : Mina, amoureuse d'Hansel, sorcière blanche
- Peter Stormare (VF : Patrick Poivey ; VQ : Sylvain Hétu) : le shérif Berringer[12]
- Zoë Bell : la grande sorcière
- Derek Mears : Edward, troll au service de Muriel et de ses acolytes
- Thomas Mann (VF : Hervé Grull ; VQ : Nicholas Savard L'Herbier) : Ben, admirateur d'Hansel et Gretel, amoureux de Gretel
- Ingrid Bolsø Berdal[13] (VQ : Julie Beauchemin) : Sorcière cornue, acolyte de Muriel
- Joanna Kulig (V.F : Nathalie Kanoui) : Sorcière rousse, acolyte de Muriel
- Monique Ganderton (en) : Sorcière de la maison en pain d'épice
- Thomas Scharff (de) (VF : Yann Guillemot) : Père d'Hansel et de Gretel
- Isaiah Michalski (de) : le petit garçon
- Lucy Ella von Scheele (de) : petite fille
- Aglaja Brix (de) : apparence
- Jason Oettle : la grosse et vilaine sorcière
- Lena Gutschank : la sorcière étrusque

Source et légendes : Version française (VF) sur AlloDoublage et RS Doublage ; Version québécoise (VQ) sur Doublage.qc.ca

## Production

### Développement
Hansel et Gretel : Witch Hunters est le premier long-métrage en langue anglaise du réalisateur norvégien Tommy Wirkola, connu grâce à son film de zombies/horreur, la comédie horrifique indépendante Dead Snow. Il est fasciné par le conte Hansel et Gretel et ayant avoué avoir été traumatisé, au cours de sa jeunesse, par l'histoire, s'est demandé ce que les deux protagonistes de l'histoire, après avoir échappé à la sorcière, auraient bien pu devenir après.
Le réalisateur norvégien a eu cette idée en 2007 alors qu'il faisait ses études de cinéma et de télévision à l'Université Bond en Australie, quand il voulait faire un court-métrage. Le directeur de l'école de cinéma, Simon Hunter, lui a conseillé de « ne pas parler de l'idée jusqu'à ce que vous soyez en face d'un producteur d'Hollywood et je garantis que vous allez le vendre ».
À partir du postulat « que sont-ils devenus ? », Wirkola construit l'idée du film, exploitant le potentiel en matière de frisson, mais aussi en humour.

« Je voulais recréer l’atmosphère du conte originel, mais également la pimenter de toutes les choses que j’aime le plus au cinéma : la comédie, l’horreur et des scènes d’action très graphiques, très dynamiques et très chorégraphiées (...). Injecter une bonne dose d’humour permet même à l’ambiance fantastique teintée d’horreur du conte de mieux rejaillir. »

— Tommy Wirkola
Bien qu'inspiré du conte recueilli par les frères Grimm, qui a connu plusieurs adaptations cinématographiques, Hansel et Gretel: Witch Hunters n'est pas à proprement parler une véritable adaptation, puisque l'action du long-métrage se déroulent alors que le frère et la sœur sont devenus adultes. De plus, le but du film est d'actualiser le conte originel, grâce à une action intemporelle, ce qui la caractérise est son univers totalement féérique et fantastique. De plus le film est sanglant et violent. Pour Wirkola, « c'était très amusant de rajeunir un univers classique et un peu figé dans le temps » et a « pris des éléments présents dans tous les contes de fées, mais en les distordant un petit peu, en leur trouvant une consonance plus moderne ».
Wirkola a dit qu'il a été contacté par le producteur Kevin Messick de Gary Sanchez Productions après la projection de Dead Snow au Festival de Sundance : « Alors, ma première rencontre, ma première journée à LA était avec ces gars-là et j'ai pitché Hansel et Gretel et ils ont adoré. Et ils m'ont emmené chez Paramount deux jours après et nous l'avons vendu ».

### Choix des interprètes
Jeremy Renner, qui incarne Hansel adulte, a déclaré que son attirance initiale pour le projet provenait d'une seule feuille où il a été offert, avant même de voir le script, de lui montrer Hansel et Gretel s'éloigner et au fond, une sorcière brûlant sur un pieu, ce qu'il a trouvé « incroyablement intéressant »,. Il ajoute : « Quand j'ai lu le scénario, ma première pensée a été : « Je ne peux pas croire que cela n'a pas encore été fait ». C'est une bonne idée avec du potentiel. Cette dynamique a été certainement une grande chose, j'ai aimé ce que Tommy [Wirkola] a écrit en laissant beaucoup de place pour le personnage ». Wirkola a dit qu'il voulait Renner pour le rôle d'Hansel après l'avoir vu dans Démineurs. Le réalisateur, qui décrit Hansel comme le franc-tireur du duo, lui a donné en supplément le défaut du personnage, qui est le diabète, en plus des séquelles psychologiques qu'il partage avec sa sœur Gretel (dans l'idée originale pour le court-métrage, Gretel souffrait également de troubles de l'alimentation). Pour l'acteur, le film était une grande évasion pour lui car « c'était un conte de fées sans stress contrairement aux autres films d'action que j'avais fait récemment. J'ai eu tellement de plaisir à être suspendu à un fil, comme Peter Pan, accroché à un balai et faire d'autres choses fou ». Il a déclare que « Ce fut l'un des emplois les plus funs que j'ai jamais eu, car il y a quelque chose de magique dans ce vieux monde, une chose fantastique »
Pour le rôle de Gretel adulte, que Wirkola voulait qu'elle soit « un personnage  féminin vraiment, vraiment forte et amusante », Noomi Rapace était initialement prévue, qui s'est retiré des prétendantes pour le rôle en janvier 2011. Diane Kruger et Eva Green ont été signalés en étant en pourparlers pour le rôle. L'actrice britannique Gemma Arterton est finalement choisi pour incarner Gretel. Elle a impressionné le réalisateur avec sa performance dans La Disparition d'Alice Creed.

### Tournage
Le tournage a eu lieu entre 7 mars 2011 et 3 juin 2011 en Allemagne dans les Studios de Babelsberg, mais également à Berlin, Brunswick et à Bordeaux. Après que le film a été repoussé en 2013, l'équipe de tournage s'est attelé à faire de nouvelles prises, y compris « un tout petit peu » dans les déserts de Californie (le tournage de la scène post-finale, version étendue de ce qui a été sortie dans le clip promotionnel The Desert Witch),.

## Accueil

### Réception critique
Hansel et Gretel : Witch Hunters reçoit un accueil négatif dès sa sortie en salles dans les pays anglophones de la part des critiques professionnelles, obtenant 15% d'avis favorables sur le site Rotten Tomatoes, basé sur 127 commentaires collectés et une note moyenne de 4⁄10 et une moyenne de 21⁄100 sur le site Metacritic, basé sur 24 commentaires collectés. En France, l'accueil est similaire, puisque le site Allociné lui attribue une note moyenne de 1,7⁄5, basé sur 21 commentaires collectés.
Toutefois, le long-métrage obtient un bon accueil de la part du public, obtenant une note de 3,5⁄5 sur le site Allociné pour  5 222 notes dont 916 critiques. Il obtient une note plus modérée sur le site IMDb, soit 6,1⁄10, pour 140 972 notes.

### Box-office
| Pays       | Box-office      | Box-office arrêté le... | Nombre de semaines |
| ---------- | --------------- | ----------------------- | ------------------ |
| Mondial    | 225 703 475 $   | 19 mai 2013             | 18                 |
| États-Unis | 55 703 475 $    | 25 avril 2013           | 13                 |
| France     | 850 027 entrées | 17 avril 2013           | 6                  |

Hansel et Gretel : Witch Hunters a rencontré un succès commercial, totalisant 225 703 475 $ de recettes au box-office mondial, dont 55 703 475 $ rien qu'aux États-Unis, alors qu'il fut tourné pour un budget de 50 000 000 $. Le film démarre en tête du box-office américain durant sa première semaine à l'affiche avec 25 252 794 $, dont 19 690 956 $ le week-end de sa sortie, dans une combinaison de 3,372 salles (il atteindra le seuil maximal de 3,375 salles la semaine suivante). Si Hansel & Gretel n'est pas un franc succès aux États-Unis en raison d'un démarrage en deçà des attentes, les prévisions parlaient d'un weekend à 30 millions de $, il obtient ses meilleures recettes à l'étranger, notamment au Brésil où ses 22 793 021 $ engrangées en vingt-deux semaines d'exploitation, lui permette d'être le meilleur score du long-métrage au box-office international.
En France, le film totalise 850 027 entrées après six semaines restés à l'affiche, dont trois dans le top 10 hebdomadaire de manière consécutive. Sorti dans 418 salles la première semaine de sa sortie, Hansel et Gretel : Witch Hunters prend la quatrième place du box-office avec 357 266 entrées. La semaine suivante, il atteint le seuil maximal de 421 salles et chute à la sixième place, tout en perdant peu d'entrées (soit une baisse de 19,87% de ses entrées par rapport à la semaine précédente), avec 286 266 entrées supplémentaires, portant le total à 643 532 entrées. Par la suite, le film connaît une baisse de ses entrées, tout en parvenant à atteindre les 800 000 entrées au cours de sa quatrième semaine d'exploitation.

## Distinctions
Entre 2013 et 2014, Hansel et Gretel : Witch Hunters a été sélectionné 8 fois dans diverses catégories et a remporté 3 récompenses,.

### Récompenses
- Prix des arts créatifs 3D 2013 (3D Creative Arts Awards) : Prix Lumière de la Meilleure fonctionnalité 3D en prises de vues réelles décerné à Florian Maier, Stereotec - Stereoscopic Technologies et Paramount Pictures.
- Prix des arts créatifs de l'International 3D & société d'imagerie avancée 2013 (International 3D & Advanced Imaging Society's Creative Arts Awards) : Prix des Arts Créatifs 3D (Europe) de la Meilleure 3D en prises de vues réelles décerné à Florian Maier, Stereotec - Stereoscopic Technologies et Paramount Pictures.
- Prix de la bande-annonce d'or 2013 : Prix de la bande-annonce d’or de la Meilleure voix off dans un spot télévisé décerné à Paramount Pictures, Metro-Goldwyn-Mayer et The AV Squad.

### Nominations
- Guilde des maquilleurs et coiffeurs hollywoodiens 2014 (Hollywood Makeup Artist and Hair Stylist Guild Awards) : Meilleur maquillage d’effets spéciaux dans un long métrage pour Mike Elizalde et Lufeng Qu.
- Prix du public 2014 : Film d'horreur préféré.
- Prix Fangoria Chainsaw 2014 : Meilleur maquillage / créature FX pour Mike Elizalde, Tamar Aviv et Jörn Seifert.
- Taurus - Prix mondiaux des cascades 2014 : Meilleures cascadeuses pour Maja Aro et Taurus.

### Sélections
- Festival international du film fantastique de Gérardmer 2013 : Longs métrages - Hors-compétition pour Tommy Wirkola[40].